# 왕희걸
왕희걸(王希傑, 1505년 ~ 1553년)은 조선의 문신이다. 본관은 개성(開城). 자는 사웅(士雄)이다.

## 생애
1534년(중종 29) 생원시에 합격하고, 1543년 식년문과에 병과로 급제하였다. 1545년(인종 1) 홍문관정자(弘文館正字), 1546년(명조 1) 경성판관, 1550년 비변사낭관, 1551년 자산군수(慈山郡守), 홍문관 부교리를 거쳐 1552년 홍문관 교리, 의정부 사인을 역임하였다.

## 가계
- 증조부 : 왕지덕(王地德)
- 증조모 : 미상
  - 조부 : 왕종의(王宗義)
  - 조모 : 미상
    - 아버지 : 경흥도호부사 왕무(王懋)
    - 어머니 : 미상
      - 처 : 경주 이씨(慶州 李氏)
        - 아들 : 왕빈(王濱)
        - 며느리 : 미상
          - 손자 : 왕경우(王景祐) - 1605년(선조 38년) 문과에 급제하여 군수(郡守)를 역임하였다.